# Эффект Пеннинга
Эффе́кт Пе́ннинга (также процесс Пеннинга) — процесс ионизации при столкновении атома (или молекулы) в электронно-возбуждённом состоянии с атомом другого вещества, таким, что энергия возбуждения первого атома превышает потенциал ионизации второго (англ. Penning ionization). Эффектом Пеннинга также называется снижение напряжения зажигания разряда в газе, в атомах которого имеется метастабильное возбуждённое состояние, при добавлении в небольшом количестве другого газа, у атомов которого потенциал ионизации меньше энергии возбуждения метастабильного состояния. Этот последний эффект носит имя нидерландского физика Ф. М. Пеннинга, объяснившего его в 1928 году.

## Эффект Пеннинга в газовом разряде
Эффект Пеннига проявляется в снижении напряжения зажигания разряда в газе с высокой энергией метастабильного возбуждённого уровня при добавлении небольшого количества газа с меньшим потенциалом ионизации атома. При сниженном напряжении кинетическая энергия, приобретаемая электронами в электрическом поле, недостаточна для ударной ионизации основного атома смеси, но достаточна для возбуждения метастабильного уровня. Энергия последнего, в свою очередь, достаточна для ионизации примесных атомов, приводящей к появлению свободных электронов, ток которых поддерживает разряд.
Эффект непосредственно используется в газоразрядных источниках света для снижения напряжения зажигания разряда.

## Процесс Пеннинга в низкотемпературной плазме
В низкотемпературной плазме, в частности, в газовом разряде значительный вклад в степень ионизации может вносить процесс Пеннинга — образование заряженных частиц, электронов и ионов, при столкновении возбужденного атома в метастабильном состоянии, A*, с атомом другого сорта, B, потенциал ионизации которого, I.P.(B), ниже энергии возбуждения метастабильного атома, E(A*):
{\displaystyle {\ce {A^{\ast }{}+B{}->A{}+B^{+}{}+e^{-}}}}, {\displaystyle \qquad \qquad \mathrm {E} \left(\mathrm {A} ^{*}\right)>\mathrm {I.P.(B)} }
Процесс был открыт Круиткофом, Пеннингом и Драйвестейном в 1937 году. В низкотемпературной плазме всегда присутствует определённое количество возбуждённых атомов, так что процесс Пеннинга может служить источником электронов, конкурирующим по эффективности с прямой ионизацией при столкновении электрона с атомом.
Среди всех возможных реакций ионизации в низкотемпературной плазме с участием возбуждённого и невозбуждённого атома, включая случаи, когда невозбуждённый атом относится к тому же сорту газа (правая колонка) выделяют следующие:
{\displaystyle {\ce {A^{\ast }{}+B{}->}}\left\{{\begin{matrix}&{\ce {A{}+B^{+}{}+e^{-}}}&{\text{(ПИ)}}\\&{\ce {A^{+}{}+B{}+e^{-}}}&{\text{(CИ)}}\\&{\ce {AB^{+}{}+e^{-}}}&{\text{(АИ)}}\end{matrix}}\right.}, {\displaystyle \qquad {\ce {A^{\ast }{}+A{}->}}\left\{{\begin{matrix}&{\ce {A^{+}{}+A{}+e^{-}}}&{\text{(CИ)}}\\&{\ce {A2^{+}{}+e^{-}}}&{\text{(АИ)}}\end{matrix}}\right.}
Ионизация пеннинговского типа (ПИ), при которой энергия передаётся от возбуждённого атома A* к невозбуждённому и ионизует последний, играет роль, когда электронно-возбуждённое состояние атома A* является метастабильным, долгоживущим. Атомы в таком состоянии могут накапливаться в заметной концентрации, и когда энергия возбуждения метастабильного уровня превосходит энергию ионизации сталкивающегося с ними атома B, происходит ионизация.
При столкновительной ионизации (СИ) — вторая строка в левой колонке и первая строка в правой колонке — возбуждённому атому сообщается недостающая до ионизации энергия за счёт кинетической энергии сталкивающегося с ним атома (не обязательно другого сорта). Такой процесс может быть эффективен, только если скорость относительного движения атомов сравнима со скоростью электрона на возбуждённом уровне. В низкотемпературной плазме такое возможно, если энергия возбуждения очень высока, почти равна энергии ионизации (атом в таком высоковозбуждённом состоянии называется ридберговский атом). Даже если ридберговские атомы присутствуют и являются метастабильными, процесс Пеннинга отличается от СИ направлением передачи энергии: именно, энергия возбуждения передается от ридберговского атома второму агенту, а не кинетическая энергия от второго агента ридберговскому атому, как при столкновительной ионизации.
Наконец, последняя строка описывает ассоциативную ионизацию (АИ), при которой образуется молекулярный положительный ион. Процесс идёт эффективно, если энергия диссоциации иона превышает энергию, требуемую для ионизации возбуждённого атома. Ассоциативная ионизация может быть связана с процессом Пеннинга и обсуждается ниже.

### Процесс Пеннинга для возбуждённого атома и невозбуждённой частицы
| Атом | Энергия возбуждения, (эВ) |
| ---- | ------------------------- |
| He   | 19,80; 20,61              |
| Ne   | 16,62                     |
| Ar   | 11,55; 11,72              |

Метастабильными возбуждёнными атомами для процесса Пеннинга как в газовом разряде, так и в специально созданных пучках обычно являются атомы благородных газов, в первую очередь гелия и неона. Энергия их возбуждения настолько высока, что при столкновении с другими атомами или молекулами они способны ионизовать многие вещества. Ионизация аргона при столкновении с возбуждённым атомом неона лежала в основе объяснения эффекта Пеннинга в газовом разряде при его первом обнаружении.
В аргоне с возбуждёнными метастабильными уровнями уже могут ионизироваться большинство органических и многие неорганические вещества, потенциал ионизации которых ниже 11,7 эВ (см. таблицу), за исключением H2, N2, O2, CO2, CO, воды и некоторых других соединений. В гелии и неоне энергия возбуждения ещё больше, и в них могут ионизироваться все остальные вещества, за исключением их самих, более того, возбуждённый атом гелия способен даже повторно ионизовать некоторые ионы, приводя к образованию положительных ионов с удвоенным элементарным зарядом.

#### Масс-спектрометр DART
Масс-спектрометрия DART (англ. Direct Analysis in Real-Time; прямой анализ в реальном времени) — метод масс-спектрометрии, основанный на процессе Пеннинга в пучке метастабильных атомов гелия, выпущенном в атмосферный воздух с примесью анализируемого вещества. Развернутое название этого метода: масс-спектрометрия с химической ионизацией, основанной на процессе Пеннинга в атмосферном воздухе.
Пучок атомов возбуждённого гелия выводится в узкий зазор между выходным окном источника пучка и входным окном масс-спектрографа, в атмосферный воздух, в котором имеется примесь анализируемого вещества, М. Пучок в воздухе помимо сравнительно маловероятной непосредственной ионизации исследуемого вещества
{\displaystyle {\ce {He^{\ast }{}+M{}->He{}+M^{+}^{\bullet }{}+e^{-}}}}
также ионизирует молекулы атмосферного азота и кислорода:
{\displaystyle {\ce {He^{\ast }{}+N2{}->He{}+N2^{+}^{\bullet }{}+e^{-}}}}
{\displaystyle {\ce {He^{\ast }{}+O2{}->He{}+O2^{+}^{\bullet }{}+e^{-}}}}
С учётом конверсии иона {\displaystyle {\ce {N2^{+}^{\bullet }{}}}} в тройных столкновениях
{\displaystyle {\ce {N2^{+}^{\bullet }{}+N2{}+N2{}->N4^{+}^{\bullet }{}+N2{}}}}
формируются ещё два канала получения иона {\displaystyle {\ce {M^+{}}}}:
{\displaystyle {\ce {O2^{+}^{\bullet }{}+M->O2{}+M^{+}^{\bullet }{}}}}
{\displaystyle {\ce {N4^{+}^{\bullet }{}+M->2N2{}+M^{+}^{\bullet }{}}}}
Присутствие воды в воздухе также приводит к образованию протонированного иона анализируемого вещества по схеме:
{\displaystyle {\ce {N4^{+}^{\bullet }{}+H2O->2N2{}+H2O^{+}^{\bullet }{}}}}
{\displaystyle {\ce {H2O^{+}^{\bullet }{}+H2O->H3O^{+}{}+OH^{\bullet }}}}
{\displaystyle {\ce {H3O^+{}+M->MH^+{}+H2O{}}}}
Присутствие на входе в масс-спектрограф двух сортов ионов, {\displaystyle {\ce {M^+}}}, {\displaystyle {\ce {MH^+{}}}} с различающимся на единицу молекулярным весом, то есть таких же, какие имели бы изотопы вещества М, считается недостатком метода, так как затрудняет изотопный анализ.

#### Гелий-кадмиевый лазер
В одном из первых лазеров, гелий-неоновом, роль играло физически близкое пеннинговскому процессу явление: тоже имела место передача возбуждения от метастабильного возбуждённого атома гелия, {\displaystyle {\ce {He^{\ast }{}}}}, атому неона — но без ионизации, а по схеме: {\displaystyle {\ce {He^{\ast }{}+Ne{}->He{}+Ne^{\ast }{}}}}. Из-за резонансного характера этого процесса атом неона возбуждается на такой уровень, энергия которого (приблизительно) равна энергии возбуждения метастабильного уровня гелия. Для неона такой уровень является высоковозбуждённым, и он может служить «верхним лазерным уровнем», при переходе с которого на «нижний лазерный уровень» генерируется лазерное излучение.
Аналогично по идее применение процесса Пеннинга в гелий-кадмиевом лазере, верхним лазерным уровнем для которого служит возбуждённое состояние иона кадмия, {\displaystyle {\ce {Cd^{+}^{\bullet }{}}}}, возникающее при взаимодействии атома паров кадмия с метастабильным атомом гелия:
{\displaystyle {\ce {He^{\ast }{}+Cd{}->He{}+Cd^{+}^{\bullet }{}+e^{-}}}}
Процесс не является строго резонансным, так как разность между энергией возбуждения метастабильного уровня гелия и потенциалом ионизация кадмия может быть унесена электроном, однако наиболее вероятен случай, когда почти вся эта разность энергий расходуется на возбуждение образовавшегося иона кадмия («пеннинговская ионизация и возбуждение»). Оказавшийся в высоковозбуждённом состоянии ион кадмия участвует в генерации лазерного излучения, переходя при этом на нижний лазерный уровень с меньшей энергией возбуждения.

#### Пеннинговский лазер
Другой иллюстрацией применения процесса Пеннинга являются пеннинговские лазеры, в которых эффект используется не для ионизации, сопровождаемой возбуждением, как в гелий-кадмиевом лазере, а для уменьшения числа атомов в возбужденном состоянии («расселение уровня»). Атом, перешедший в процессе излучения с верхнего лазерного уровеня на нижний, если последний уровень — метастабильный, может долго оставаться в этом состоянии, препятствуя созданию необходимой для работы лазера инверсной населённости. Добавление в лазерную среду вещества с подобранным потенциалом ионизации (меньше, чем энергия возбуждения нижнего лазерного уровня) уменьшает число атомов на нижнем лазерном уровне за счёт процесса Пеннинга, повышая эффективность лазерной генерации.
Примером является пеннинговский лазер на переходе {\displaystyle {\ce {Ne(2p1){}->Ne(1s2){}}}} + {\displaystyle h\nu } между двумя возбуждёнными уровнями неона. Активная среда состоит из плазмы неона в смеси с водородом, при этом избыточная заселенность верхнего уровня 2p1 осуществляется при диссоциативной рекомбинации (реакции, обратной к ассоциативной ионизации) молекулярного иона NeH+ в реакции {\displaystyle {\ce {NeH^+{}+e^- ->Ne(2p1){}+H}}}, в то же время пеннинговская ионизация водорода расселяет нижний метастабильный уровень Ne(1s2).

#### Автоионизационное состояние квазимолекулы
Теоретический анализ процесса Пеннинга, как и некоторых других типов неупругих атомных столкновений, обычно проводится на основе исследования связанных состояний квазимолекулы, возникающей при сближении атомов на малое расстояние. При столкновении атомов (молекул), участвующих в процессе Пеннинга, отличительной чертой квазимолекулы является то, что при любом расстоянии между сталкивающимися реагентами состояние квазимолекулы является автоионизационным, то есть способным к автоионизации с испусканием электрона (так как энергия, необходимая для ионизации, не должна черпаться из зависящей от межчастичного расстояния энергии взаимодействия).

### Процесс Пеннинга при столкновении двух возбуждённых атомов
{\displaystyle {\ce {A^{\ast }{}+A^{\ast }{}->A{}+A^{+}{}+e^{-}}}}, {\displaystyle \qquad \qquad 2\mathrm {E} \left(\mathrm {A} ^{*}\right)>\mathrm {I.P.(A)} }

### Асооциативная ионизация и процесс Пеннинга
Ассоциативную ионизацию с участием двух возбуждённых атомов в метастабильном состоянии иногда называют ассоциативной пеннинговской ионизацией.

## Комментарии
1. ↑  

Пеннинг, Франс Мишель[англ.] (12 сентября 1894 — 6 декабря 1953) — нидерландский физик… В 1937 году независимо от других открыл процесс ионизации при столкновении метастабильного атома с атомом другого сорта, потенциал которого ниже потенциала возбуждения метастабильного атома (процесс Пеннинга)— Храмов Ю. А., Физики. Биографический справочник, «Наука», 1983, с. 211
2. ↑  В химической энциклопедии эта реакция названа «ионизация Пеннинга»[9]
3. ↑  В записи реакций такой высоковозбуждённый атом может обозначаться двумя  звездочками вместо одной, как, например, в реакции столкновительной ионизации ридберговского атома с атомом того же сорта в основном состоянии[12] {\displaystyle {\ce {A^{\ast }^{\ast }{}+A{}->A{}+A^{+}{}+e^{-}}}}
4. ↑  Не рекомендуется переводить аббревиатуру на русский, так как на английском англ. dart имеет и другое значение — стрела, дротик[18]
5. ↑  В этом параграфе и в цитируемом источнике электронные термы приведены в обозначениях Пашена, хотя и устаревших, но применяемых к неону чаще, чем традиционная система